# Josef Král
Josef Král (? – ?) csehszlovák válogatott jégkorongozó, kétszeres világbajnoki részt vevő, Európa-bajnoki bronzérmes.
Az LTC Praha volt a klubcsapata. Innen került be az 1930-as jégkorong-világbajnokságra utazó csehszlovák válogatottba. A csapat a negyeddöntőkben kapott ki a svájciaktól 3–1-re, vagyis csak 1 mérkőzásből állt nekik a világbajnokság. Ő nem játszott. A csapat 6. lett. A következő évben visszatért a világbajnokságra. Ekkor csoportkörös lebonyolítás volt, így több mérkőzést játszottak és végül bejutottak hatos döntőbe, ahol összesítésben 5. lettek. Mivel ez a világbajnokság Európa-bajnokságnak is számított, ezért bronzérmet nyertek. Ő csak 1 mérkőzésen játszott. 1932-ben még részt vett egy válogatott mérkőzésen.